# Bertrand des Porcellets
Bertran de Porcellet est un membre de la dynastie arlésienne Porcellet, sacriste du chapitre cathédral Saint-Trophime, fils cadet de Rostaing de Porcellet, documenté de 1056 à 1105.

## Biographie
Il devient sacriste du chapitre cathédral arlésien par simonie en 1056. Aicard d'Arles, archevêque d'Arles, est déposé en 1082 comme simoniaque, mais Bertran ne semble pas inquiété par les enquêtes que mène Gibelin de Sabran, le nouvel archevêque, pour assainir son diocèse, peut être en raison de la puissance de sa famille.
Selon une des salles des Croisades du château de Versailles, il aurait pris part à la première croisade, mais aucun document contemporain ne permet de l'affirmer. 
D'ailleurs, le 29 mars 1102, il est encore en Arles où il assiste à l’assemblée, présidée par l'archevêque Gibelin, qui rattache le monastère de Saint-Roman de l’Aiguille à l'abbaye de Psalmody. 
Il part peu après en "pèlerinage" en Terre sainte, dans une expédition dont l'historien Jean-Pierre Poly estime qu'elle servait à exiler du diocèse d'Arles quelques personnes devenues gênantes : l'ancien archevêque Aicard, excommunié mais cherchant à reprendre son siège, Bertran de Porcellet et Raymond, doyen du chapitre d'Avignon « qui avaient trop longtemps cumulé leur office cathédral avec les plaisirs de la chair ».
Au Proche-Orient il figure parmi les témoins du testament que Raymond de Saint-Gilles, comte de Toulouse, rédige au Mont Pélerin (Mons Peregrinus) le 31 janvier 1105, pendant le siège de Tripoli. Comme ce testament ordonne à ses héritiers de rendre tous les biens que le comte avait arrachés à l'archevêque d'Arles, Bertran est peut-être présent pour sauvegarder les intérêts de l'archevêque, espérant ainsi rentrer en grâce.
On perd ensuite sa trace. Son office de sacriste à Arles est pourvu en 1106, ce qui laisse supposer qu'il est mort à cette date, probablement en Terre Sainte, à moins que l'évêque ait décidé de le démettre de sa charge.

## Sources
- Martin Aurell i Cardona, Une famille de la noblesse provençale au Moyen Âge : les Porcelet, Avignon, Editions Aubanel, coll. « Archives du Sud », 1986, 217 p. (ISBN 2-7006-0116-5)